# FIFA 17
FIFA 17  är ett fotbollsspel utvecklat av EA sports, och utgivet av Electronic Arts, och det första spelet i serien att använda sig av spelmotorn Frostbite. Spelet släpptes den 29 september 2016 i Sverige.
Det populära spelläget FIFA Ultimate Team (också känt som FUT) finns med i spelet, med tillägget FUT Draft, där en spelare får möjlighet att sätta ihop ett drömlag utifrån fem givna kort på varje position, och försöka få ett så långt "win-streak" som möjligt, och på det sättet tjäna in poäng som går att köpa fler spelkort för.
Nytt för FIFA 17 var spelläget "The Journey" där man fick spela som en spelare som heter Alex Hunter och följa hans karriär genom framgångar och motgångar i valfri klubb i Premier League.

### Fotnoter
1. ↑  Chris Pereira (3 juni 2016). ”FIFA 17 Announced, Abandons Existing Engine for Battlefield's Frostbite” (på engelska). Gamespot. http://www.gamespot.com/articles/fifa-17-announced-abandons-existing-engine-for-bat/1100-6440499/. Läst 12 augusti 2016.
2. ↑  ”FIFA 17 - The Journey - EA SPORTS – Officiell webbplats”. www.easports.com. https://www.easports.com/se/fifa/the-journey. Läst 24 september 2016.